# 方丹盖兰
方丹盖兰（法語：Fontaine-Guérin，法語發音：[fɔ̃tɛn ɡeʁɛ̃] ⓘ）是法国曼恩-卢瓦尔省的一个旧市镇，属于昂热区。2016年1月1日，方丹盖兰和相邻的另外2个市镇合并为新市镇莱布瓦当茹，方丹盖兰现为政府驻地。

## 地理
方丹盖兰（47°29'13"N, 0°11'22"W）面积22.51 平方千米，位于法国卢瓦尔河地区大区曼恩-卢瓦尔省，该省份为法国西部内陆省份，大致对应安茹地区，北起顺时针与马耶讷省、萨尔特省、安德尔-卢瓦尔省、维埃纳省、德塞夫勒省、旺代省、大西洋卢瓦尔省和伊勒-维莱讷省接壤。
方丹盖兰的时区为UTC+01:00、UTC+02:00（夏令时）。

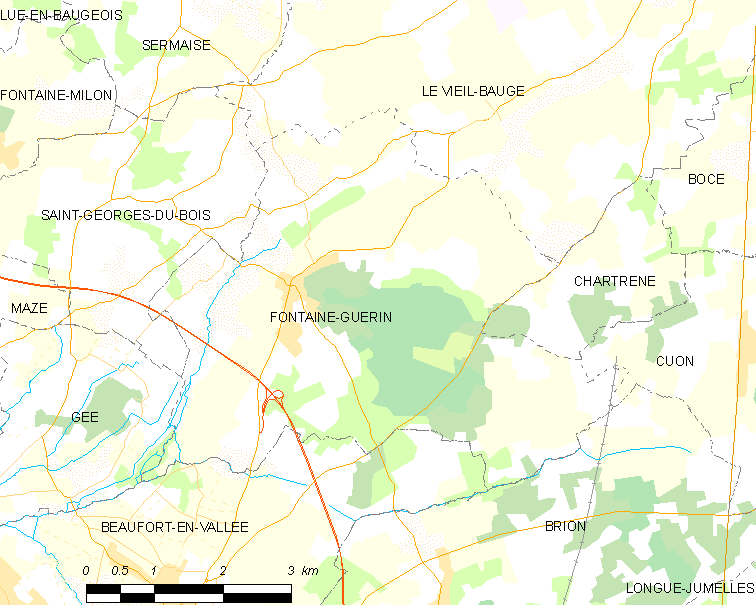
方丹盖兰的OSM定位图

## 行政
方丹盖兰的邮政编码为49250，INSEE市镇编码为49138。

## 政治
方丹盖兰所属的省级选区为安茹地区博福尔县。

## 人口

1962-2008年间方丹盖兰人口变化图示

方丹盖兰于2018年1月1日时的人口数量为967人。